# Uitdieping van de Schelde

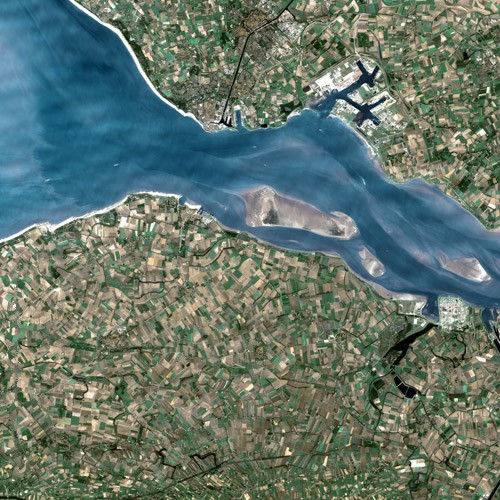
Monding van de Schelde

De uitdieping van de Schelde is een grootschalige operatie waarbij de rivier de Schelde tussen de Noordzee en de Antwerpse haven wordt verdiept, maar ook een verbreding van de vaargeul. Uitdiepingen vonden plaats in 1975, 1995 en 2010. Hierdoor kunnen schepen met een diepgang van 13,10 m de haven van Antwerpen bereiken ongeacht het getij. De Antwerpse haven is nu toegankelijk voor schepen met een laadvermogen tot circa 20.000 teu. Dit heeft een gunstige invloed op de Vlaamse economie.

## Achtergrond

### De Schelde
De Nederlandse Westerschelde en de Belgische Beneden-Zeeschelde vormen een 130 km lange toegangsweg van zee naar de Antwerpse haven. Daarnaast is de Schelde (in afnemende mate) van belang voor de visserij. Ten slotte is het nog een natuurgebied.
De samenwerking tussen Vlaanderen en Nederland op het gebied van de Schelde is in verdragen geregeld. In 1995 kwam het verdrag tot verdieping en verbreding tot stand. In 2005 werd een viertal verdragen gesloten, waarin beregeld worden:
- uitvoer en financiën
- beleid en beheer (toegankelijkheid, natuur, veiligheid)
- afwikkeling van het scheepvaartverkeer
- ontkoppeling loodsgelden (de koppeling van tarieven in Rotterdam en in Antwerpen wordt losgelaten).

Aanvankelijk werd een uitdieping van 11,6 m afgesproken. Niet alleen de Antwerpse haven maar ook de havens van Vlissingen en Terneuzen hebben baat bij de Scheldeverdieping.

### Scheepvaart
De moderne scheepvaart met zijn schaalvergroting (containervervoer, maar ook grotere diepgang van schepen) ondervindt hinder van een aantal natuurlijke drempels, die zich vooral in de bochten van de Schelde bevinden. Daarbij komt dat de rivier getijden kent, en door de resulterende verschillen in waterhoogte zijn de drempels extra hinderlijk. Na de Scheldeverdieping, waarbij de geulen deels worden uitgebaggerd, zullen de faciliteiten voor de moderne scheepvaart beter zijn, afhankelijk van het soort schip. Sommige, grotere, schepen zullen nog wel twee getijden nodig hebben om van het ene einde van de rivier naar het andere te komen; de kleinere vaart is getijdenonafhankelijk:
| vaartuig           | diepgang     | getijden | opmerking               |
| ------------------ | ------------ | -------- | ----------------------- |
| bulkschepen        | 14,65 m      | 1        | (erts en kolen)         |
| grotere zeeschepen | min. 15,25 m | 2        |                         |
| containerschepen   | 13 m         | 1        |                         |
| kleine vaartuigen  | 11,60 m      | 0        | (getijdenonafhankelijk) |

### Taakverdeling
Het baggeren en ruimen in het Belgische deel van de rivier wordt uitgevoerd door Vlaanderen, dat ook de bagger terugstort in de Nederlandse Westerschelde. 
Nederland zorgt voor de oeververdediging, het ruimen op Nederlands gebied en de natuurbescherming.
Het merendeel van de kosten, die in totaal waarschijnlijk € 300 à 500 miljoen bedragen, komt voor rekening van Vlaanderen.

## Twistpunt
De uitbaggering van de Schelde is gedurende vele jaren een twistpunt geweest tussen Vlaanderen en Nederland. Enerzijds is de uitdieping van de Schelde van groot belang voor de haven van Antwerpen omdat hierdoor grotere containerschepen de haven kunnen bereiken onafhankelijk van de waterstand.
Anderzijds heeft Nederland steeds bezwaar gemaakt tegen de uitdieping omdat dit belangrijke gevolgen heeft voor het milieu. Het gaat om het verloren gaan van natuurwaarden ten gevolge van de tweede verdieping. De discussie over een goed alternatief is nog gaande. Een verdieping van de schelden zorgt ook voor meer concurrentie voor de haven van Rotterdam.

## Werken
Op Nederlands grondgebied werden in de Westerschelde in de loop van 2010 de verdiepingswerken aangevat. In korte tijd werd een totaal van 7,7 miljoen m³ zand op twaalf verschillende locaties gebaggerd. Deze baggerspecie werd teruggestort op 3 plaatranden in de Westerschelde, rekening houdend met de morfologische ontwikkelingen van de Schelde. Dit leidt tot nieuwe ecologische waardevolle gebieden aan Hooge Platen, Rug van Baarland en de Plaat van Walsoorden.
Op Belgisch grondgebied werd het verdiepen van twee ondiepe zones en de verbreding van de vaargeul over een afstand van vijf kilometer in 2009 reeds afgerond. De tijpoorten werden eveneens aanzienlijk ruimer zodat schepen met een nog grotere diepgang geschut kunnen worden.
Dit alles had als gevolg dat sindsdien meer en meer van de grootste containerschepen de haven aanliepen.
Het spreekt vanzelf dat de verdiepingswerken van het grootste economisch belang zijn voor de concurrentiepositie van de Antwerpse haven met andere havens wereldwijd.
Langs Vlaamse kant is er grote tevredenheid met de snelle realisatie van de noodzakelijke verdiepingswerken in de Westerschelde. Na Rotterdam is Antwerpen de grootste haven van Europa, en dankzij de verruimde vaargeul kan Antwerpen nu de allergrootste containerschepen vlotter ontvangen.
Door de unieke combinatie van een diepe landinwaartse ligging en een verbeterde maritieme toegankelijkheid kan de haven van Antwerpen ook in de toekomst haar rol als de maritieme en logistieke toegangspoort tot Noord-West-Europa behouden. Bovendien is het economisch belang van de verdieping van de Westerschelde niet alleen voor Antwerpen maar ook voor Vlaanderen van het grootste belang. Doordat grotere schepen de zeehaven vlot kunnen bereiken, blijft Vlaanderen in de toekomst een belangrijke rol spelen in deze geglobaliseerde wereld.

## Kosten
De kostprijs van de verdiepingswerken worden gedragen door België en Nederland en werden in de Scheldeverdragen geraamd op 250 miljoen euro waarvan 205 miljoen ten laste komt van België en 45 miljoen door Nederland wordt gedragen. Rekening houdend met de voor Vlaanderen te verwachten economisch resultaten, zal deze investering snel worden terug verdiend.

## Einde van de werken
De laatste ladingen zand werden op 24 december 2010 door de baggerschepen gelost op Hoge Plaaten Noord in de Westerschelde. Voor Vlaanderen kondigden Kris Peeters, minister-president van Vlaanderen, Hilde Crevits, minister van havens en Marc Van Peel, havenschepen van Antwerpen het einde van de werken aan. Deze werken behoren tot de derde verdieping van de Schelde. 
Om de vaargeul op diepte te houden zijn jaarlijks baggerwerkzaamheden noodzakelijk. Om het sediment verlies in het westerschelde estuarium te verminderen stort men het gebaggerde sediment terug in de Westerschelde. 
Langs Vlaamse kant is een vierde verdieping niet uitgesloten. Nederland denkt hier anders over.

## Gevolgen voor de natuur
De natuur zal zich wel moeten aanpassen aan de verdieping. Een deel van de bodemstructuur zal vernield worden en de heraangroei zal enige tijd in beslag nemen. Het slib mag ook niet overal gedumpt worden, wegens de grote vervuiling. Bij inspraakavonden zijn milieuorganisaties dan ook actief aanwezig.